# Astramel
Astramel ist eine Sorte des Kulturapfels (Malus domestica), die 1965 in der Obstbauversuchsanstalt Jork aus einer Kreuzung von Roter Astrachan x (James Grieve x Melba) entstanden ist und als Tafelapfel verwendet wird.
Der Baum wächst mittelstark und blüht früh im Jahr. Der Ertrag ist nur mittelhoch. Die Sorte ist anfällig für Apfelschorf und Krebs.
Es handelt sich um einen Sommerapfel, der Ende Juli / Anfang August reif ist und ca. zwei Wochen lagerfähig ist.
Die Früchte sind von mittlerer bis großer Größe, flach gebaut, leicht druckempfindlich, haben eine glatte Schale mit grüngelber Grundfarbe und roter Deckfarbe.
Der Geschmack ist aromatisch süß-säuerlich.

## Bilder

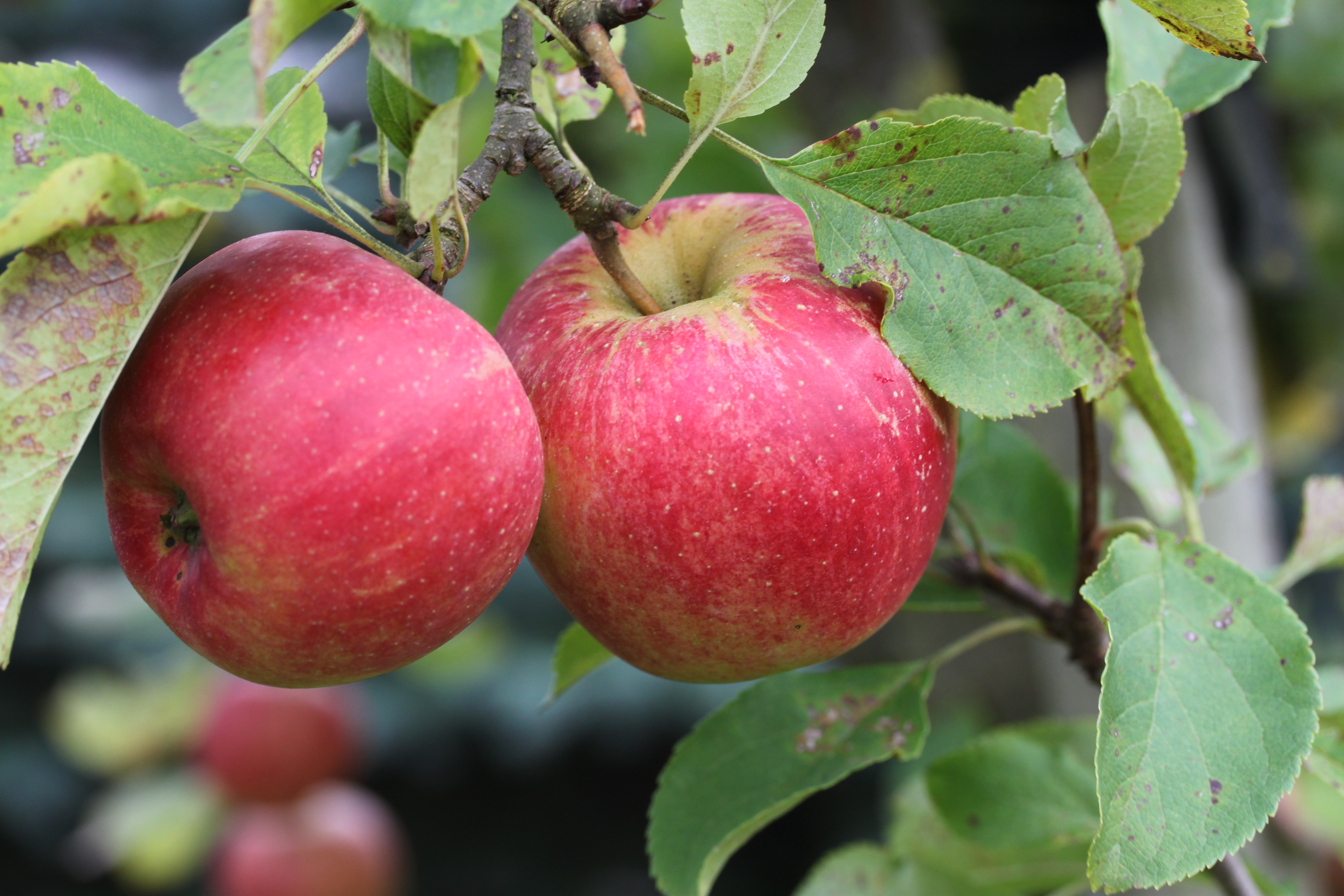
Astramel mit roter Deckfarbe